# Wayne Dockery

Wayne Dockery es un contrabajista de jazz estadounidense nacido el 27 de junio de 1941 en Camden (Nueva Jersey) y muerto el 11 de junio de 2018.

## Biografía
Su padre, su abuela y su tía son pastores, su madre es pianista y sus siete hermanos y hermanas son todos músicos. Su hermano mayor, Sam Dockery, será  el pianista de Art Blakey durante algún tiempo. Baña así en el góspel desde su niñez. A los doce años, conoce el medio del jazz por su hermano. En la universidad, se sumerge en el estudio de la música clásica en respuesta a la hostilidad de un profesor de música que ha lanzado que « los Negros no saben afinar cuando cantan y  jamás podrán ser músicos clásicos ». Abandona la universidad al cabo de tres años.
Durante los 60, Wayne Dockery dirige su propia formación, y participa en una jam session con John Coltrane en Filadelfia. 
Al final de los 60, aprende a tocar la tuba en dos semanas para integrar la orquesta del ejército y no ser enviado a Vietnam. 
En el 1971, toca con los Jazz Messengers de Art Blakey. Luego toca con Sonny Rollins, Freddie Hubbard, Sonny Stitty George Benson (1974), con Elvin Jones y Stan Getz (1979), para una gira en Brasil.
Volviendo a Nueva York monta su propio cuarteto « Wayne Dockery Con Alma » que disuelve rápidamente.
Al principio de los 90, se instala en París y es el contrabajista regular de Archie Shepp. Integra el cuarteto de David Marcos en el 2005.

## Discografía selectiva

### ConFreddie Hubbard
- 1970: Rutgers University
- 1973: Intrepid Fox

### ConSonny Fortuna
- 1974: Largo Before our Mother Cried
- 1976: Awakening

### ConGeorges Benson
- 1975: In Concierto-Carnegie Hall

### ConHal Galper
- 1976: Reach Out
- 1977: Live in Berlin
- 1978: Children of the Night
- 1978: Redux ’78
- 1978: Speak with a Single Voice
- 1979: Ivory Forest}}

### ConEddie Henderson
- 1989: Phantoms
- 1990: Think on Me

### ConJunior Cook
- 1989: The Place to Be

### Con Harold Ashby
- 1992: On the Sunny Side of the Street

### Con Sunny Murray
- 1994: 13 Step on Glass

### ConArchie Shepp
- 1990: I Didn’t Know About You
- 1992: Black Ballads
- 1996: Archie Shepp & Eric Le Lann, Live in Paris
- 2002: Just in Time
- 2003: Chooldy Chooldy
- 2005: Dar Gnawa de Tanger
- 2007: Gemini}}

### Con Curtis Clark
- 1993: Dreams Deferred

### ConDavid Marcos
- 2005: Les 5 Saisons d'Une Journée

### Con Katy Roberts
- 2006: Live at the Twins and More